# احمد بوزر
احمد بوزر (به ترکی استانبولی: Ahmet Bozer) (زاده ۱۹۶۰) کارآفرین، بازرگان و مدیر ارشد اجرایی ترکیه‌ای است، که در حال حاضر به‌عنوان معاون رییس شرکت کوکاکولا فعالیت می‌کند.